# Amaral (krater)
Amaral är en nedslagskrater på planeten Merkurius, med en diameter på ungefär 105 kilometer.
2008 uppkallades kratern efter den brasilianska konstnären Tarsila do Amaral.